# اسلوبودان کیوک
اِسلوبودان کیوک (تلفظ در صربی‌کرواتی: [چوک]) (به انگلیسی: Slobodan Ćuk) نویسنده، مخترع، صاحب کسب و کار، مهندس برق و استاد مهندسی برق در موسسه فناوری کالیفرنیا (کالتِک) صربی-آمریکایی است. مبدل ولتاژ دی‌سی-به‌-دی‌سی حالت سوئیچ کیوک به نام او نامگذاری شده است.

## زندگی‌نامه
برای بیش از ۲۰ سال، او تا ۱ ژانویه ۲۰۰۰، استاد تمام مهندسی برق در مؤسسه فناوری کالیفرنیا بود
در سال ۱۹۷۹، اسلوبودان، تسلاکو (به انگلیسی: TESLAco) را در لاگونا نیگل، کالیفرنیا تأسیس کرد. این منشور برای استفاده از نتایج تحقیقات پایه توسعه یافته در کالتِک برای طراحی‌های تجاری و نظامی عملی داشت.
بیش از ۳۰ حق ثبت اختراع نام کیوک روی آنهاست.

## زندگی شخصی
والدین اسلوبودان میلوژکو و جولیجانا کیوک هستند. او به انگلیسی آمریکایی و صربی صحبت می‌کند. در ۲۹ فوریه ۱۹۷۲، اسلوبودان از بلگراد، یوگسلاوی به ایالات متحده مهاجرت کرد و توسط ناسا حمایت مالی شد.
اسلوبودان یک دپلم مهندسی (Dipl.Ing.) از دانشگاه بلگراد در سال ۱۹۷۰، کارشناسی ارشد مهندسی برق از دانشگاه سانتا کلارا در سال ۱۹۷۴، و دکترا. در الکترونیک قدرت از مؤسسه فناوری کالیفرنیا (کالتِک) در سال ۱۹۷۷ دریافت کرد.

## کتابشناسی

### کتاب‌ها
- برق الکترونیک، جلد. ۵: الکترونیک قدرت: آغازی جدید ; اسلوبودان کیوک؛ اعلام شده اما هنوز منتشر نشده است
- برق الکترونیک، جلد. ۴: متوسط‌گیری فضای‌حالت و مبدل‌های کیوک ; اسلوبودان کیوک؛ ۲۰۱۶;شابک ‎۹۷۸–۱۵۱۹۵۲۰۲۸۹
- برق الکترونیک، جلد. ۳: موضوعات و طرح‌های پیشرفته ; اسلوبودان کیوک؛ ۲۰۱۵;شابک ‎۹۷۸–۱۵۱۹۵۲۰۲۹۶
- برق الکترونیک، جلد. ۲: مدل‌سازی، تحلیل، و اندازه‌گیری ; اسلوبودان کیوک؛ ۲۰۱۵;شابک ‎۹۷۸–۱۵۱۹۵۱۳۲۶۷
- برق الکترونیک، جلد. ۱: توپولوژی، مغناطیس و کنترل ; اسلوبودان کیوک؛ ۲۰۱۵;شابک ‎۹۷۸–۱۵۱۹۱۶۱۱۳۰

### کتاب (هم‌نویسنده)
- پیشرفت‌ها در تبدیل توان با حالت سوئیچ، جلد. ۳: ; اسلوبودان کیوک و آردی میدلبروک; ۱۹۸۳; ASIN B000H4NQLY
- پیشرفت‌ها در تبدیل برق به حالت سوئیچ، جلد. ۲: توپولوژی‌های حالت سوئیچ شده ; اسلوبودان کیوک و آردی میدلبروک; ۱۹۸۱; ASIN B00125WN16
- پیشرفت‌ها در تبدیل برق به حالت سوئیچ، جلد. ۱: مدل‌سازی، تجزیه و تحلیل و اندازه‌گیری ; اسلوبودان کیوک و آردی میدلبروک؛ ۱۹۸۱; ASIN B003XX2EB4

### ثبت‌اختراع‌ها
- ثبت‌اختراع ایالات متحده ۷۹۱۵۸۷۴،[۷] ثبت شده در سال ۲۰۱۰، «مبدل کاهنده دارای یک سلف تشدیدکننده، یک خازن تشدیدکننده و یک ترانسفورماتور ترکیبی» (مبدل کیوک-باک۲)
- ثبت‌اختراع ایالات متحده ۴۲۵۷۰۸۷،[۸] ثبت شده در سال ۱۹۷۹، «مبدل سوئیچینگ دی‌سی-به‌-دی‌سی با ریپل جریان ورودی و خروجی صفر و مدارهای مغناطیسی یکپارچه» (مبدل کیوک)

### ثبت اختراع (هم‌نویسنده)
- ثبت‌اختراع ایالات متحده ۷۷۷۸۰۴۶،[۹] ثبت شده در سال ۲۰۰۸، «مبدل دی‌سی-به‌-دی‌سی سوئیچینگ افزاینده ولتاژ»
- ثبت‌اختراع ایالات متحده ۵۴۴۲۵۳۹،[۱۰] ثبت شده در سال ۱۹۹۲، «مبدل سوئیچینگ دی‌سی-به‌-دی‌سی کیوک با شکل‌دهی جریان ورودی برای عملکرد ضریب توان واحد»
- ثبت‌اختراع ایالات متحده ۴۲۷۴۱۳۳،[۱۱] ثبت شده در سال ۱۹۷۹، «تبدیل دی‌سی-به‌-دی‌سی با کاهش ریپل بدون نیاز به تنظیمات» (مبدل کیوک)
- ثبت‌اختراع ایالات متحده ۴۱۸۴۱۹۷،[۱۲] ثبت شده در سال ۱۹۷۷، «مبدل سوئیچینگ دی‌سی-به‌-دی‌سی» (مبدل کیوک)

### مقاله‌ها
- مدلسازی، تحلیل و طراحی مبدل‌های سوئیچینگ. پایان‌نامه دکتری در مؤسسه فناوری کالیفرنیا؛ نوامبر ۱۹۷۶[۵]

### مقالات (هم‌نویسنده)
- یک رویکرد یکپارچه کلی برای مدل‌سازی طبقات قدرت مبدل-سوئیچینگ. کنفرانس متخصصان الکترونیک قدرت آی‌تریپل‌ئی; ۸ ژوئن ۱۹۷۶[۱۳]

### مقالات مجلاتی
- «مبدل کاهنده سوئیچینگ ترکیبی با ترانسفورماتور ترکیبی»؛ الکترونیک قدرت ; می ۲۰۱۱[۱۴] (مبدل کیوک-باک۲)
- "تبدیل پی‌اف‌سی بی‌پُل ایزوله تک طبقه با دست‌یابی بازدهی ۹۸٪ "؛ الکترونیک قدرت ; نوامبر ۲۰۱۰[۱۵]